# 憧れのエリザベス・テイラー
『憧れのエリザベス・テイラー』（原題：Payne Killer'）は、『恋するハリウッド日記 〜ジジは幸せアン・ハッピー〜』の第2シーズン第1作目。
ジジは元彼氏ペインとよりを戻すが、ひょんなことからペインに新しい愛人がいることを知ってしまう。

## ストーリー
ジジはオークションハウスに出向きエリザベス・テイラーの持ち物が売りに出されていることを知る。
そこで恋人ペインとセックスをしてしまう。
数日後注文したシャンデリアを受け取りに来たジジはオークションハウスが泥棒の被害にあったことを知る。
一方リックはアダルトサイトを眺めているうち、オークションハウスの防犯ビデオがウェブ上に流出していることを知る。そしてペインの浮気現場を目撃、ジジに知らせる。

## キャスト
- ジジ（ブリジット・バーコ/石塚理恵）

主人公。
- ロキシー（キンバリー・ヒューイ/重松朋）
- ステラ（ヘザー・ハンソン/日野由利加）
- リック・ラドクリフ（イアン・アルデン/渋谷茂）
- ペイン・ジョーンズ（アダム・ラザール・ホワイト）
- モーリーン（アマンダ・ブルーゲル）
- イレーナ（カシア・ヴァソス）